# Condado de Wright (Misuri)
El condado de Wright (en inglés, Wright County), fundado en 1841 es uno de los 115 condados del estado de Misuri, Estados Unidos. Según el censo de 2020, tiene una población de 18.188 habitantes.
La sede del condado es Hartville.

## Geografía
Según la Oficina del Censo, el condado tiene un área total de 1770 km², de la cual 1766 km² es tierra y 4 km² es agua.

### Condados adyacentes
- Condado de Laclede (norte)
- Condado de Texas (este)
- Condado de Douglas (sur)
- Condado de Webstert (oeste)

## Demografía
Según la Oficina del Censo, en 2000, los ingresos medios por hogar en el condado eran de $30.685 y los ingresos medios por familia eran de $37.139. Los hombres tenían unos ingresos medios de $24.876 frente a los $17.608 para las mujeres. La renta per cápita para el condado era de $16.319. Alrededor del 21,7% de la población estaba por debajo del umbral de pobreza.
De acuerdo con la estimación 2015-2019 de la Oficina del Censo, los ingresos medios por hogar en el condado son de $34.766 y los ingresos medios por familia son de $42.734. La renta per cápita en el período es de $19.850 (todos los datos en dólares de 2019). El 24.2% de la población está en situación de pobreza.

## Transporte

### Carreteras principales
- U.S. Route 60
- Ruta 5
- Ruta 38
- Ruta 95

## Localidades

### Ciudades
| - Graff - Grovespring - Hartville | - Macomb - Manes - Mansfield | - Mountain Grove - Norwood |

### Municipios
| - Municipio de Boone (condado de Wright, Misuri) - Municipio de Brush Creek (condado de Wright, Misuri) - Municipio de Clark (condado de Wright, Misuri) - Municipio de Elk Creek (Misuri) - Municipio de Gasconade (condado de Wright, Misuri) - Municipio de Hart (condado de Wright, Misuri) | - Municipio de Montgomery (condado de Wright, Misuri) - Municipio de Mountain Grove (condado de Wright, Misuri) - Municipio de Pleasant Valley (condado de Wright, Misuri) - Municipio de Union (condado de Wright, Misuri) - Municipio de Van Buren (condado de Wright, Misuri) - Municipio de Wood (condado de Wright, Misuri) |